# August Haefeli
August Haefeli (* 29. Januar 1887 in Leuzigen; † 5. Juni 1960 in Thun) war ein Schweizer Flugzeugkonstrukteur.

## Leben
August Haefeli wurde 1887 als Sohn des Gerichtsschreibers Emil Haefeli und dessen Frau Marie Haefeli-Bärtschi geboren. Die Familie wohnte in Mümliswil, dort wuchs Haefli mit zwei Schwestern und sechs Brüdern auf und besuchte die Schule in Balsthal. Bei einer Gießerei absolvierte er nach der Schulzeit eine Ausbildung zum Mechaniker, anschließend begann er ein Studium zum Maschineningenieur am Technikum Burgdorf.
Haefeli arbeitete zwischen 1912 und 1913 als Ingenieur in Frankreich bei Farman.
Im Frühjahr 1914 wechselte er nach Johannisthal zu den AGO Flugzeugwerken von Gustav Otto. Haefeli entwickelte für den im Sommer 1914 geplanten zweiten Seeflugwettbewerb in Warnemünde ein Flugzeug mit Druckpropeller auf Schwimmern, drei fertiggestellte Prototypen des Wasserflugzeugs wurde in Warnemünde eingeflogen. Beim Ausbruch des Ersten Weltkriegs beschlagnahmte die Kaiserliche Marine sämtliche Flugzeuge, die auf dem Stützpunkt Hohe Düne vorhanden waren.
Haefeli verließ Deutschland und versah seinen Dienst bei der Schweizer Armee.
Aus einem weiteren Entwurf von Haefeli entstand bei AGO nach Kriegsbeginn der Aufklärer AGO C.I.
Von Mai 1915 bis September 1928 war Oberleutnant Haefeli Chefkonstrukteur und Leiter der Abteilung Flugzeugbau bei den Eidgenössischen Konstruktionswerkstätten (K+W) in Thun. Unter seiner Leitung wurden die Militärflugzeuge Häfeli DH-1, Häfeli DH-2, Häfeli DH-3, Häfeli DH-4, Häfeli DH-5 und MA-7 entwickelt. Seine Flugzeuge ermöglichten massgeblich den Aufbau der Schweizer Fliegertruppe.
Bereits 1920 heirateten Hedwig Martha Denzler und Haefeli in Thun, ein Jahr später kam Tochter Heidi zur Welt.
Von 1929 an war Haefeli als Ingenieur bei der Maschinenfabrik Vogt in Oberdiessbach tätig und übernahm vier Jahre später in Villeneuve VD die Leitung der „Construction Méchanique“.
Von 1947 bis zu seinem Tod 1960 arbeitete er in Thun als freischaffender Ingenieur.